# Einar Bergsten
Einar Efraim Bergsten, född 8 november 1886 i Sala församling, Västmanlands län, död 31 maj 1970 i Danderyds församling, Stockholms län, var en svensk konstnär och reklamtecknare.
Han var son till redaktören Johan Bergsten och hans maka född Karlin. Bergsten antogs efter skolstudierna vid Konstakademien 1904 där han vid avslutade studier 1909 tilldelades en kanslermedalj. Han vistades och bedrev studier i Paris 1912-1913 samt under studieresor till Amerika, Japan, Korea och Kina. Han var bosatt i Chicago 1915-1933 där han arbetade som reklamtecknare. Han flyttade till Stockholm 1933 och anställdes då vid Gumælius annonsbyrå som reklamtecknare. Hans konst består av porträtt och landskapsmålningar i olja samt illustrationer och reklamteckningar. Bergsten är representerad vid Moderna Museet i Stockholm.